# Lisinopril/hydrochlorothiazide
Lisinopril / hydrochlorothiazide, được bán dưới tên thương mại Zestoretic với các loại khác, là sự kết hợp của các loại thuốc lisinopril, một chất ức chế men chuyển và hydrochlorothiazide, một loại thuốc lợi tiểu. Nó được sử dụng để điều trị huyết áp cao. Thông thường, nó trở thành một lựa chọn một khi một người đang làm tốt trên các thành phần riêng lẻ. Nó được uống bằng miệng.
Các tác dụng phụ thường gặp bao gồm chóng mặt, nhức đầu, ho và cảm thấy mệt mỏi. Tác dụng phụ nghiêm trọng có thể bao gồm phù mạch và huyết áp thấp. Sử dụng trong khi mang thai có thể gây hại cho em bé.
Sự kết hợp đã được chấp thuận cho sử dụng y tế tại Hoa Kỳ vào năm 1989. Nó có sẵn như là một loại thuốc gốc. Tại Hoa Kỳ, chi phí bán buôn cho mỗi liều ít hơn 0,05 USD vào năm 2018. Tại Vương quốc Anh, NHS tốn khoảng 0,40 pound mỗi liều vào năm 2017. Năm 2016, đây là loại thuốc được kê đơn nhiều thứ 53 tại Hoa Kỳ với hơn 14 triệu đơn thuốc.